# Distretto sismico
Il distretto sismico è una zona sismogenetica, convenzionalmente contraddistinta da una specifica denominazione, generalmente corrispondente a quella di una determinata area geografica in cui è compresa.
Il territorio incluso in un determinato distretto sismico è pertanto un'area in cui possono verificarsi gli epicentri di terremoti significativi; generalmente i comuni che vi sono compresi vengono classificati ad alta o a media sismicità, in base all'intensità e agli effetti potenziali degli eventi sismici che possono originare in quella determinata zona.
Le singole nazioni soggette al rischio di terremoti possono essere suddivise territorialmente in distretti sismici, sia per facilitare l'identificazione dell'area in cui si verifica un determinato evento che per programmare e organizzare le opportune attività operative connesse.